# بيتر هندرسون (موظف مدني)
بيتر هندرسون (بالإنجليزية: Peter Henderson)‏ هو موظف مدني أسترالي، ولد في 1 أكتوبر 1928، وتوفي في 25 سبتمبر 2016.